# Matteo Vecchiazzani
Matteo Vecchiazzani (1568 – 1674) è stato uno storico e uomo di cultura italiano.
Svolse carriera militare, fu segretario comunale di Forlimpopoli e amministratore delle maggiori comunità religiose cittadine.
La sua opera più importante è la Historia di Forlimpopoli con varie revolutioni dell'altre città di Romagna, pubblicata nel 1647.

## Opere
- Historia di Forlimpopoli con varie revolutioni dell'altre città di Romagna, Giovanni Simbeni, Rimini 1647 (ristampa fotomeccanica Forni, Bologna 1967)
- La verità difesa contra Bertinoro. Rimproverante risposta del dottore Matteo Vecchiazzano dell'antica città di Forlimpopoli alle riflessioni historiche di Giacomo Besi bertinorese, Giorgio Zarafagli, Faenza 1661